# Washington Sundar
Washington Sundar (* 5. Oktober 1999 in Chennai, Indien) ist ein indischer Cricketspieler, der seit 2017 für die indische Nationalmannschaft spielt.

## Kindheit und Ausbildung
Sundar war Teil der indischen Vertretung bei der ICC U19-Cricket-Weltmeisterschaft 2016.

## Aktive Karriere
Sundar gab sein Debüt in der Indian Premier League 2017 für die Rising Pune Supergiants. Sein Debüt in der Nationalmannschaft folgte bei der Tour gegen Sri Lanka im Dezember 2017, als er jeweils sein erstes ODI und Twenty20 bestritt. Daraufhin konnte er sich zunächst im Twenty20-Team etablieren. Bei einem Drei-Nationen-Turnier in Sri Lanka erreichte er im März 2018 gegen Bangladesch 3 Wickets für 22 Runs und wurde als Spieler des Turniers ausgezeichnet. Im Juni verletzte er sich im Training beim Fußballspielen am Knöchel und fiel so längere Zeit aus. Jedoch strauchelte er daraufhin wieder seinen Weg zurück ins Team zu finden. Erst ab August 2019 war er wieder fester Bestandteil der Mannschaft. Bei der Tour in Australien wurde er auf Grund der COVID-19-Pandemie gebeten auch während der Test-Serie dort zu bleiben, um als Netzbowler das Team zu unterstützen. Als vor dem letzten Test dem indischen Team die Optionen ausgingen, erhielt er sein Test-Debüt. Dabei erreichte er ein Fifty über 62 Runs und als Bowler 3Wickets für 89 Runs. Er spielte im Februar auch in der Test-Serie gegen England und erreichte dort zwei weitere Fifty (85* und 96* Runs). Während der Indian Premier League 2021 verletzte er sich am Finger und fiel daraufhin bis zum Herbst des Jahres aus. Im Februar 2022 kam er bei der ODI-Serie gegen die West Indies wieder zurück ins Nationalteam und erzielte dort 3 Wickets für 30 Runs. Jedoch verletzte er sich erneut, dieses Mal am Oberschenkel. Im Sommer spielte er für Lancashire im englischen nationalen Cricket. Dabei verletzte er sich an der Schulter und fiel erneut aus. Bei der Tour in Neuseeland im November 2022 erreichte er im dritten ODI ein Fifty über 51 Runs. Kurz darauf erreichte er in Bangladesch 3 Wickets für 37 Runs. Während er Indian Premier League 2023 verletzte er sich abermals am Oberschenkel und musste die Saison erneut abbrechen. Beim Asia Cup 2023 wurde er für das Finale für den verletzten Axar Patel nachnominiert. Daraufhin wurde er bei den Asienspielen eingesetzt und erzielte dort unter anderem gegen Bangladesch 2 Wickets für 15 Runs. Für den folgenden Cricket World Cup 2023 wurde er nicht nominiert.